# Agama montana
Agama montana là một loài thằn lằn trong họ Agamidae. Loài này được Barbour & Loveridge mô tả khoa học đầu tiên năm 1928.